# Gornja Jošanica
Gornja Jošanica (cyr. Горња Јошаница) – wieś w Serbii, w okręgu toplickim, w gminie Blace. W 2011 roku liczyła 267 mieszkańców.